# 朗奎德
朗奎德，又译作朗克韦德，是德国巴伐利亚州的一个市镇。总面积56.67平方公里，总人口5248人，其中男性2639人，女性2609人（2011年12月31日），人口密度93人/平方公里。